# Vecchietta

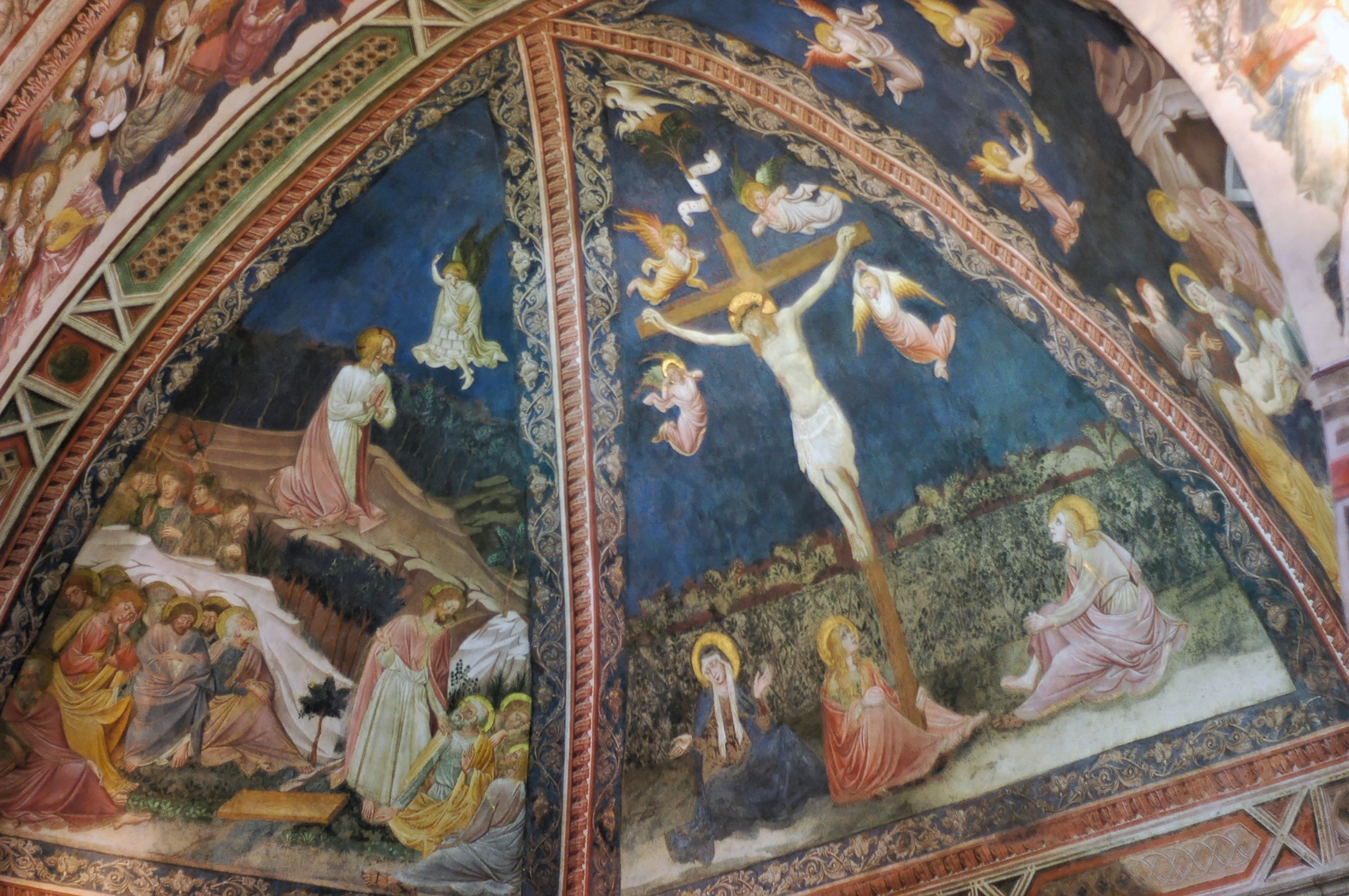
Frescos realizados por Vecchietta en el baptisterio de Siena, restaurados durante el.

Francesco di Giorgio e di Lorezo (Val d'Orcia ca. 1410~ Siena, 6 de junio de 1480), más conocido por el apodo Vecchietta y también llamado Lorenzo di Pietro, fue un artista, orfebre y arquitecto italiano del Renacimiento. Se conserva obra en frescos, esculturas polícromas y bronces.

## Biografía y obra
Nació en el pequeño  poblado toscano de Val d'Orcia , aunque residió la mayor parte su vida y murió en la ciudad también toscana de Siena. Su biografía se encuentra en las Vidas de Giorgio Vasari, está documentado que fue alumno de Sassetta así como de Taddeo di Bartolo, Priamo y Jacopo della Quercia. 

Asistió a Masolino da Panicale en la pintura de los frescos para el Castiglione D'Ologna, en 1441 retornó a Siena para realizar los frescos de la Vision de Santa Sorora en el hospital de Santa Maria della Scala junto a Domenico di Bartolo (1403-1445) y Pietro di Giovanni d'Ambrogio por lo que, con estos, fue llamado pittor dello spedale (pintor del hospital). También colaboró en las obras de la catedral de Pienza para el papa Pío II y en la catedral de Siena. Por otra parte Vecchietta fue maestro de Francesco di Giorgio y de Neroccio de' Landi. Es posible que su obra escultórica influyese en la del Donatello.